# NGC 148
NGC 148 ist eine linsenförmige Galaxie vom Hubble-Typ S0 im Sternbild Bildhauer am Nordsternhimmel. Sie ist etwa 83 Millionen Lichtjahre von der Milchstraße entfernt, mit einem Durchmesser von ca. 50.000 Lichtjahren. 
NGC 115 ist Mitglied der NGC-134-Gruppe, einer Galaxiengruppe, der auch NGC 115, NGC 131, NGC 134 und NGC 150, PGC 2000, IC 1555 und PGC 2044 angehören.
Die Galaxie NGC 148 wurde am 27. September 1834 von dem britischen Astronomen John Herschel entdeckt.